# 목행선 선생 묘역
 목행선 선생 묘역은 대한민국 경기도 동두천시 지행동에 있는, 조선 중기 때의 문신인 목행선(1609∼1661)의 묘역이다. 1986년 4월 28일 동두천시의 향토문화재 제2호로 지정되었다.

## 개요
원래의 묘비는 백대리석으로 높이 133cm, 폭 61cm, 두께 20cm의 규모이다. 한국전쟁의 탄흔으로 판독이 어려워 1985년 5월 새로이 옥개를 얹은 비를 세웠으며, 재질은 흑대리석이고 규모는 높이 150cm, 폭 55cm, 두께 24cm이다.목행선(1609∼1661)은 조선 중기 때의 문신으로 자는 행지. 호는 남간(南磵)이며 본관은 사천이다. 인조 8년(1630)에 진사가 되고 인조 11년(1633)에 식년문과(式年文科) 갑과로 장원하여 성균관 전적(典籍)과 예조·병조의 좌랑을 거쳐 인조 14년(1636) 병자호란 때는 경기도사로 있으면서 곤궁에 빠진 백성들의 진휼에 힘썼다. 그후 지평(持平), 수찬(修撰), 대사간(大司諫), 대사성(大司成), 승지(丞旨) 등의 직책을 역임하였으며, 효종 4년(1653)에는 황해도 관찰사로 나가 선정을 베풀었다.

## 참고 문헌
- 목행선선생묘역[깨진 링크(과거 내용 찾기)] - 경기문화재연구원